# Pálmaces de Jadraque
Pálmaces de Jadraque è un comune spagnolo di 47 abitanti situato nella comunità autonoma di Castiglia-La Mancia.